# Mursu-klass
Mursu-klass var en fartygsklass av dyksupportfartyg används av finska marinen. Fartyget karaktäriseras av dess stora bunkkapacitet samt dess stora utrymmen för såväl dyknings- som övrig materiels service och förvaring. Fartyget är utrustad med bland annat en förflyttbar tryckutjämningskammare och ett flertal gummibåtar.

## Benämningar
- Mursu (98)